# Victoria Shakespears
Victoria Shakespears, nombre artístico de Vitor Hugo Souza, es una drag queen y maquilladora suiza-brasileña, conocida por competir en la primera temporada de Drag Race Alemania.

## Primeros años
Cuando era una niña Victoria creció teniendo como referente a Britney Spears, mientras que los demás niños a los que conocía eran fans de Cristiano Ronaldo.
Victoria conoció la cultura drag gracias a la drag queen parisina Stella Rocha, cuando esta la contrató como maquilladora para un desfile de moda en Lyon en 2019.

## Carrera
El arte y las actuaciones de Victoria y sus actuaciones están fuertemente inspirados en las cantantes de música pop de los años 2000, siendo Anahí, Britney Spears y Mariah Carey algunos de sus principales referentes.
El 15 de agosto de 2023 fue anunciada como una de las concursantes de la primera temporada de Drag Race Alemania. Ella afirmó que participar en el programa no sólo consistía en ganar, sino también en tener la oportunidad de mostrar tu historia e inspirar a otras personas.

## Vida personal
Victoria salió del armario a la edad de 18 años, momento que celebró comprando su primera Barbie. Actualmente está casada.

## Filmografía

### Televisión
| Año  | Título             | Papel       | Notas       |
| ---- | ------------------ | ----------- | ----------- |
| 2023 | Drag Race Alemania | Concursante | 8 episodios |